# Flowpahhoultin
Flowpahhoultin, naziv za malenu skupinu salishan Indijanaca koja se 1878. nalazi na Fraser superintendency u kanadskoj provinciji Britanska Kolumbija. Uz njih se navode i Isalwakten, Isamis i Isamuck. 
Spominju se u Can. Ind. Aff. 79, 1878.